# Elwira Seroczyńska
Elwira Seroczyńska, z domu Potapowicz (ur. 1 maja 1931 w Wilnie, zm. 24 grudnia 2004 w Londynie) – polska łyżwiarka szybka, olimpijka, wielokrotna mistrzyni Polski, zdobywczyni srebrnego medalu na igrzyskach w Squaw Valley 1960 i zdobywczyni tzw. małego mistrzostwa świata z Imatry 1962. Zawodniczka Stali Elbląg, Stali FSO Warszawa i Sarmaty Warszawa, później trenerka.
Córka Stanisława i Heleny Monkiewicz, z wykształcenia technik ekonomista, absolwentka Państwowego Liceum Administracyjno-Gospodarczego w Elblągu (1951) i warszawskiego AWF (1972), gdzie otrzymała tytuł magistra. W 1955 wyszła za łyżwiarza z Elbląga, Jacka Seroczyńskiego, z którym później się rozwiodła. Mieli syna Dariusza (ur. 1958), absolwenta Wydziału Inżynierii Lądowej Politechniki Warszawskiej.
Jej rekordy życiowe to 46,80 na 500 m, 1:39,20 na 1000 m, 2:25,70 na 1500 m, 8:11,10 na 3000 m i 10:35,40 na 5000 m. Zasłużona Mistrzyni Sportu, odznaczona m.in. Krzyżem Oficerskim Orderu Odrodzenia Polski.

## Kariera
Seroczyńska wraz z rodzicami przyjechała z Wilna do Elbląga w 1947, a od 1953 mieszkała w Warszawie. Jeszcze w Elblągu (w roku 1950), chcąc zobaczyć Tatry, zdecydowała się na organizowany przez klub Stal wyjazd na świąteczny obóz sportowy do Zakopanego. Zaopiekował się nią trener Kazimierz Kalbarczyk, u którego rozpoczęła treningi łyżwiarskie. Rok później zdobyła swoje pierwsze medale mistrzostw Polski (srebrny i złoty). W ciągu swej kariery sportowej Seroczyńska wygrywała krajowe mistrzostwa w różnych konkurencjach 26 razy, 17-krotnie ustanawiając rekord Polski. W Stali jej główną rywalką była Helena Majcherówna (znana później pod nazwiskiem Pilejczyk).
W 1957 w fińskiej Imatrze zadebiutowała w mistrzostwach świata w wieloboju i zajęła w nich 11. miejsce. Dwa lata później, w Swierdłowsku, poprawiła się o jedną pozycję, a w 1960 w Östersund była ponownie 11.

### Igrzyska olimpijskie w Squaw Valley
Na początku 1960 Seroczyńska i Pilejczyk pojechały na zimową olimpiadę do USA (były to pierwsze igrzyska, w których programie znalazło się łyżwiarstwo szybkie kobiet). Początkowo jednak działacze nie chcieli dopuścić do ich wyjazdu, uważając to za stratę pieniędzy przy jednoczesnej niemożności nawiązania walki z czołówką światową. 21 lutego Seroczyńska wystartowała na 1500 m w siódmej parze z Amerykanką Jeanne Omelenczuk i uzyskała wynik bliski rekordowi świata (2:25,7). Długo prowadziła w konkursie, a o ostatecznym wyniku miał zadecydować ostatni wyścig – Pilejczyk i radzieckiej łyżwiarki Lidiji Skoblikowej. Po zawziętej walce złoty medal zdobyła Skoblikowa; Seroczyńska była druga, a Pilejczyk trzecia. Podczas dekoracji grupa miejscowej Polonii urządziła swym rodaczkom owację, a następnie przedarła się przez kordon ochroniarzy i podrzucała je do góry. Po zawodach pojawiły się opinie, że na początku wyścigu Pilejczyk pojechała za szybko i podciągnęła Skoblikową, a gdyby tego nie zrobiła, Seroczyńska mogłaby mieć złoto.
Dzień później Seroczyńska rywalizowała w biegu na 1000 m z Japonką Yūko Tanaką. Zawodniczka Sarmaty Warszawa cały dystans jechała w niemal równym tempie, lepszym od rekordu świata o cztery sekundy. Wychodząc na ostatnią prostą z ostrego wirażu, zawadziła łyżwą o grudkę lodu na torze i upadła.

Moje życie, z którego i tak byłam zadowolona, nabrało jeszcze większych rumieńców. Przekonałam się, że jeśli czegoś bardzo się pragnie, staje się to osiągalne. Po srebrze zapragnęłam złotego medalu. Właśnie rozpoczynał się wyścig na 1000 metrów. Od startu biegłam jak szalona, szybko weszłam w swój rytm i jakbym nie czuła oporu powietrza, mknęłam po lodzie szybciej niż kiedykolwiek w życiu. Kiedy wjeżdżałam na ostatni wiraż, trener stojący tam ze stoperem krzyknął do mnie – Masz złoty medal! Pochyliłam się jeszcze niżej i wzięłam wiraż. Nie dałam się wyrzucić sile odśrodkowej, trzymałam się jak najbliżej usypanej ze śniegu bandy. Wyjeżdżałam na ostatnią prostą. Już tylko kilkanaście metrów... i właśnie wtedy potknęłam się. Upadłam! Wytraciłam cały pęd, szorując ciałem po lodzie. Koniec! Nie będzie złotego medalu, nie będzie żadnego innego medalu! Co gorzej, nie będzie chyba nigdy w życiu takiej szansy po raz drugi! (...) Nigdy nie wierzyłam w pecha... Do dziś uważam, że doskonała forma zapewnia sukces, że i z pechem można wygrać. Ale przecież owa fatalna grudka śniegu, która odprysnęła od bandy i wtopiła się w taflę lodową w tym, nie w innym miejscu toru, była dobitnym dowodem niefortunnego zbiegu okoliczności, o który mogą się rozbić wszelkie wyliczenia... Mój złoty medal leżał na tacy. Ale wręczony został komu innemu.

Kalbarczyk na łamach Przeglądu Sportowego stwierdził, że jego zdaniem winę za upadek jego podopiecznej ponoszą organizatorzy.
Na tamtych igrzyskach Seroczyńska zajęła jeszcze 6. miejsce na 500 m i 7. miejsce na 3000 m.

### Późniejsze sezony

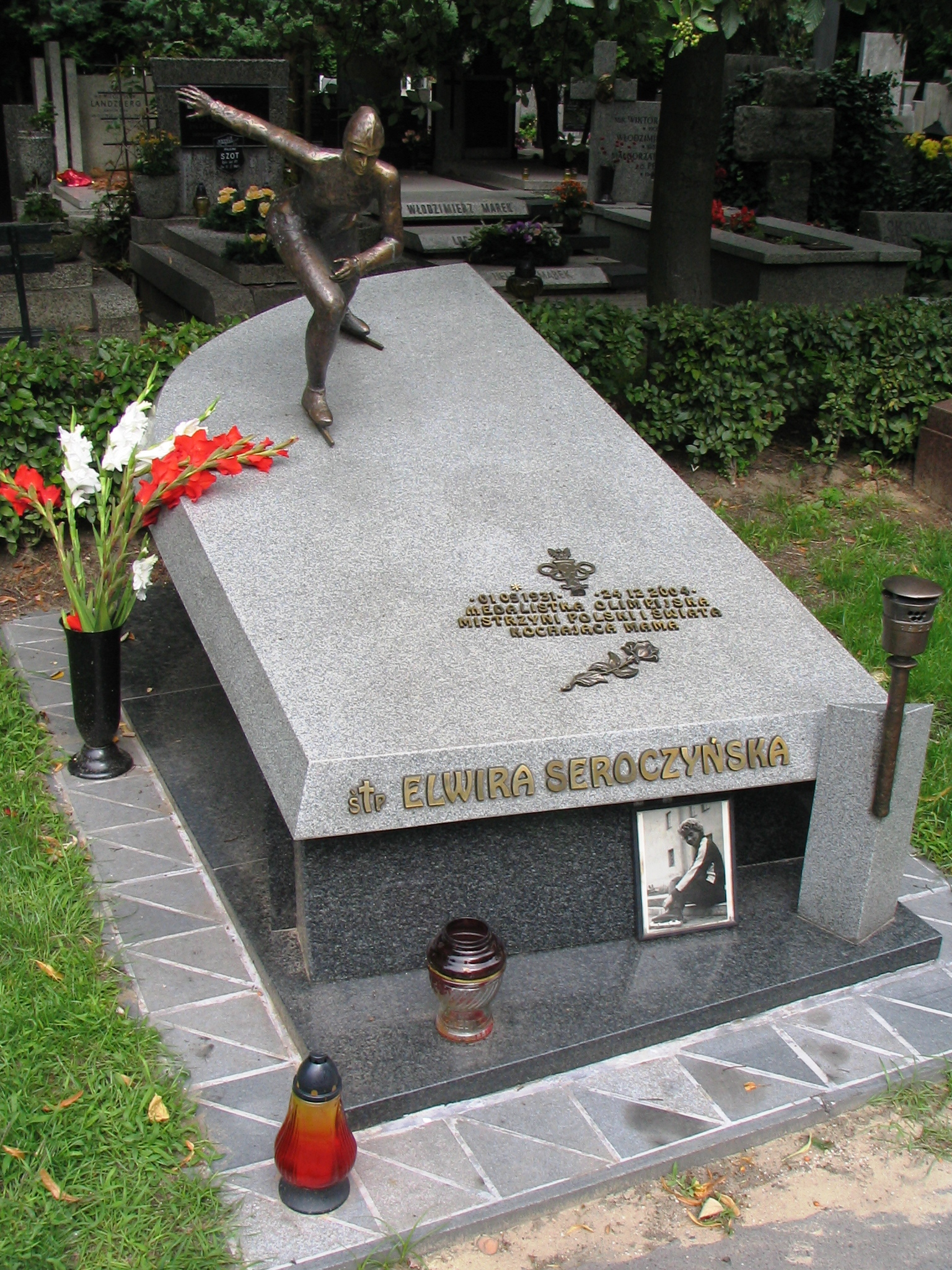
Grób Elwiry Seroczyńskiej na Cmentarzu Wojskowym na Powązkach w Warszawie, 23 lipca 2008

W 1962 na mistrzostwach świata wieloboistek w Imatrze zajęła 9. miejsce, zwyciężając przy tym w konkurencji 500 m (odrębne oficjalne klasyfikacje na poszczególnych dystansach prowadzono wówczas jedynie na igrzyskach olimpijskich) i otrzymując złoty medal. Na światowym czempionacie w japońskiej Karuizawie rok później wywalczyła 23. pozycję. Z kolei na igrzyskach w Innsbrucku w 1964 występowała z przeziębieniem i plasowała się w drugiej i trzeciej dziesiątce. Po tym nieudanym występie zakończyła sportową karierę.

## Po zakończeniu kariery
Seroczyńska została trenerką w warszawskim Sarmacie. W latach 1971–1976 trenowała żeńską kadrę narodową, jako pierwsza kobieta w tej roli. Jej podopieczne (wśród nich Erwina Ryś-Ferens, Stanisława Pietruszczak, Janina Korowicka, 
Ewa Malewicka i Wanda Król) zmniejszyły dystans dzielący je od czołówki światowej, ale na igrzyskach w 1976 nie uzyskały sukcesów. Spadła na nią fala krytyki, co spowodowało rezygnację Seroczyńskiej ze stanowiska. Ponownie pracowała w Sarmacie, potem w klubie na Stegnach. Od 1985 do przejścia na emeryturę była szefem wyszkolenia w Polskim Związku Badmintona.
Odznaczona została m.in. srebrnym Medalem za Wybitne Osiągnięcia Sportowe i Krzyżem Oficerskim Orderu Odrodzenia Polski, tytułami Zasłużonego Mistrza Sportu i Zasłużonego Działacza Kultury Fizycznej. Pełniła funkcję członka zarządu PKOl, przewodniczącej Centralnego Klubu Olimpijczyka PKOl i sekretarza Towarzystwa Olimpijczyków Polskich. W 1992 była gościem honorowym II Zimowych Igrzysk Polaków na Litwie w podwileńskiej Suderwie.
Przed świętami Bożego Narodzenia w 2004 Seroczyńska udała się w odwiedziny do mieszkającego w Londynie syna i jego żony. Dostała tam udaru i po trzydniowym pobycie w szpitalu zmarła 24 grudnia. Pochowano ją na Cmentarzu Wojskowym na Powązkach w Warszawie (kwatera A29-tuje-6).

## Osiągnięcia

### Igrzyska olimpijskie
| Miejsce | Dzień       | Rok  | Miejscowość  | Dyscyplina/konkurencja     | Czas   | Czas zwyciężczyni | Strata | Zwyciężczyni      |
| ------- | ----------- | ---- | ------------ | -------------------------- | ------ | ----------------- | ------ | ----------------- |
| 6.      | 20 lutego   | 1960 | Squaw Valley | łyżwiarstwo szybkie 500 m  | 46,8   | 45,9              | 0,9    | Helga Haase       |
| 2.      | 21 lutego   | 1960 | Squaw Valley | łyżwiarstwo szybkie 1500 m | 2:25,7 | 2:25,2            | 0,5    | Lidija Skoblikowa |
| DNF     | 22 lutego   | 1960 | Squaw Valley | łyżwiarstwo szybkie 1000 m | –      | 1:34,1            | –      | Kłara Gusiewa     |
| 7.      | 23 lutego   | 1960 | Squaw Valley | łyżwiarstwo szybkie 3000 m | 5:27,3 | 5:14,3            | 13,0   | Lidija Skoblikowa |
| 16.     | 30 stycznia | 1964 | Innsbruck    | łyżwiarstwo szybkie 500 m  | 48,8   | 45,0              | 3,8    | Lidija Skoblikowa |
| 26.     | 31 stycznia | 1964 | Innsbruck    | łyżwiarstwo szybkie 1500 m | 2:39,3 | 2:22,6            | 16,7   | Lidija Skoblikowa |
| 22.     | 1 lutego    | 1964 | Innsbruck    | łyżwiarstwo szybkie 1000 m | 1:42,1 | 1:33,2            | 8,9    | Lidija Skoblikowa |

### Mistrzostwa świata w łyżwiarstwie szybkim w wieloboju
| Miejsce | Dzień             | Rok  | Miejscowość | Konkurencja | Czas/punkty | Czas/punkty zwyciężczyni | Strata | Zwyciężczyni       |
| ------- | ----------------- | ---- | ----------- | ----------- | ----------- | ------------------------ | ------ | ------------------ |
| 11.     | 9–10 lutego       | 1957 | Imatra      | 1500 m      | 2:46,0      | 2:37,0                   | 9,0    | Inga Artamonowa    |
| 11.     | 9–10 lutego       | 1957 | Imatra      | 3000 m      | 5:49,4      | 5:33,8                   | 15,6   | Eevi Huttunen      |
| 12.     | 9–10 lutego       | 1957 | Imatra      | 500 m       | 51,6        | 48,8                     | 2,8    | Sofja Kondakowa    |
| 12.     | 9–10 lutego       | 1957 | Imatra      | 1000 m      | 1:47,1      | 1:39,9                   | 7,2    | Inga Artamonowa    |
| 11.     | 9–10 lutego       | 1957 | Imatra      | wielobój    | 218.716     | 207.500                  | 11.216 | Inga Artamonowa    |
| 9.      | 28 lutego–1 marca | 1959 | Swierdłowsk | 1000 m      | 1:44,7      | 1:41,0                   | 3,7    | Tamara Ryłowa      |
| 10.     | 28 lutego–1 marca | 1959 | Swierdłowsk | 1500 m      | 2:39,2      | 2:31,6                   | 7,6    | Inga Artamonowa    |
| 12.     | 28 lutego–1 marca | 1959 | Swierdłowsk | 500 m       | 50,3        | 47,5                     | 2,8    | Sofja Kondakowa    |
| 14.     | 28 lutego–1 marca | 1959 | Swierdłowsk | 3000 m      | 5:57,9      | 5:30,3                   | 27,6   | Eevi Huttunen      |
| 10.     | 28 lutego–1 marca | 1959 | Swierdłowsk | wielobój    | 215.367     | 204.916                  | 10.451 | Tamara Ryłowa      |
| 9.      | 30–31 stycznia    | 1960 | Östersund   | 1500 m      | 2:43,7      | 2:37,6                   | 6,1    | Walentina Stienina |
| 10.     | 30–31 stycznia    | 1960 | Östersund   | 1000 m      | 1:43,6      | 1:40,2                   | 3,4    | Kłara Gusiewa      |
| 17.     | 30–31 stycznia    | 1960 | Östersund   | 500 m       | 53,0        | 49,5                     | 3,5    | Lidija Skoblikowa  |
| 13.     | 30–31 stycznia    | 1960 | Östersund   | 3000 m      | 5:51,9      | 5:23,9                   | 28,0   | Lidija Skoblikowa  |
| 11.     | 30–31 stycznia    | 1960 | Östersund   | wielobój    | 218.017     | 208.833                  | 9.184  | Walentina Stienina |
| 9.      | 11–12 lutego      | 1961 | Tønsberg    | 500 m       | 49,2        | 48,1                     | 1,2    | Walentina Stienina |
| 13.     | 11–12 lutego      | 1961 | Tønsberg    | 1000 m      | 1:43,5      | 1:37,8                   | 5,7    | Walentina Stienina |
| 15.     | 11–12 lutego      | 1961 | Tønsberg    | 1500 m      | 2:44,1      | 2:33,3                   | 10,8   | Walentina Stienina |
| 15.     | 11–12 lutego      | 1961 | Tønsberg    | 3000 m      | 5:55,6      | 5:23,4                   | 32,2   | Inga Woronina      |
| 14.     | 11–12 lutego      | 1961 | Tønsberg    | wielobój    | 214.917     | 202.533                  | 12.384 | Walentina Stienina |
| 1.      | 17–18 lutego      | 1962 | Imatra      | 500 m       | 47,6        | –                        | –      | –                  |
| 7.      | 17–18 lutego      | 1962 | Imatra      | 1000 m      | 1:43,4      | 1:41,6                   | 1,8    | Inga Woronina      |
| 8.      | 17–18 lutego      | 1962 | Imatra      | 1500 m      | 2:38,1      | 2:32,2                   | 5,9    | Inga Artamonowa    |
| 14.     | 17–18 lutego      | 1962 | Imatra      | 3000 m      | 5:53,1      | 5:27,3                   | 25,8   | Inga Woronina      |
| 9.      | 17–18 lutego      | 1962 | Imatra      | wielobój    | 210.850     | 204.683                  | 6.67   | Inga Woronina      |
| 10.     | 21–22 lutego      | 1963 | Karuizawa   | 500 m       | 47,7        | 45,4                     | 2,3    | Lidija Skoblikowa  |
| 24.     | 21–22 lutego      | 1963 | Karuizawa   | 1000 m      | 1:39,2      | 1:31,8                   | 7,4    | Lidija Skoblikowa  |
| 26.     | 21–22 lutego      | 1963 | Karuizawa   | 1500 m      | 2:34,7      | 2:23,3                   | 11,4   | Lidija Skoblikowa  |
| 23.     | 21–22 lutego      | 1963 | Karuizawa   | wielobój    | 148.867     | 190.817                  | 41.95  | Lidija Skoblikowa  |

### Sukcesy krajowe
- dwadzieścia sześć tytułów seniorskiej mistrzyni Polski:
  - na 500 m (1952, 1953, 1957, 1959, 1961, 1963)
  - na 1000 m (1951, 1953, 1954, 1959, 1963, 1964)
  - na 1500 m (1952, 1953, 1959)
  - na 3 000 m (1953, 1954, 1963)
  - na 5 000 m (1954)
  - w wieloboju (1952, 1953, 1954, 1959, 1963)
  - w sztafecie 4x1000 m (1952, 1953)
- trzy tytuły seniorskiej wicemistrzyni Polski:
  - w wieloboju (1951, 1956, 1957)
- tytuł mistrzyni Polski juniorek (1951)
- siedemnaście ustanowionych rekordów Polski